# Памятник интервенции (Киев)

Памятник интервенции

Памятник интервенции

Памятник интервенции — монумент в честь ознаменования отражения интервенции войск Антанты в Советскую Россию.

## История
Представлял собой английский тяжелый танк Mark V времён Гражданской войны, который был на вооружении у белогвардейцев. Установлен в конце 1930-х года в Киеве в сквере напротив Художественного музея на пересечении Музейного переулка и улицы Кирова (ныне Михаила Грушевского).
Памятник - танк с Музейного переулка вывезли гитлеровцы, когда покидали Киев в 1943 году и следов его найти не удалось.
Ныне на этом месте стоит памятник Вячеславу Черноволу.